# رووزباد (داکوتای جنوبی)
رووزباد(به انگلیسی: Rosebud) شهری در ایالت داکوتای جنوبی کشور ایالات متحده آمریکا است که جمعیت آن در سرشماری سال ۲۰۱۰ میلادی، ۱٬۵۸۷ نفر بوده‌است.